# Visitador apostólico
En la Iglesia católica un visitador apostólico (en italiano: visitatore apostolico) es un enviado del papa a quien se le encarga la tarea de efectuar una visita canónica de duración relativamente breve. El visitador es encargado de indagar sobre una circunstancia particular en una circunscripción eclesiástica, en la Iglesia de un país u otro territorio u organización y de presentar una relación a la Santa Sede como conclusión de su indagatoria. En las Iglesias católicas orientales los visitadores apostólicos suelen ser designados por un tiempo indeterminado y con funciones pastorales y de coordinadores en las diásporas.

## En la Iglesia latina
El visitador apostólico es un funcionario eclesiástico que comúnmente pertenece a la clase de los legados pontificios. El visitador se diferencia de los otros delegados apostólicos, principalmente en el hecho de que su misión es sólo transitoria y de duración relativamente breve. 
En tiempos antiguos los papas en general ejercitaron el derecho de inspeccionar las diócesis de varios países por medio de sus nuncios y delegados, aunque de vez en cuando, incluso en los tiempos más remotos, enviaron visitadores especiales. 
En los tiempos modernos la misión de los nuncios papales es más bien la de un diplomático que a de un visitador. Estos sin embargo, son enviados por el papa para emergencias especiales y sin intervalos establecidos. Su deber es inspeccionar el estado de la Iglesia en un país y luego hacer un informe a la Santa Sede. A veces esta visita se hace como una visita episcopal. Normalmente los poderes delegados al visitador apostólico son los de interrogar testigos, revisar documentos y tomar algunas resoluciones de urgencia. Ejemplo de visitador apostólico fue el caso del arzobispo Achille Ratti, futuro papa Pío XI, nombrado en abril de 1918 como visitador apostólico de Polonia antes del establecimiento de las relaciones diplomáticas entre ese país y la Santa Sede el 6 de junio de 1919. Otro ejemplo fue el del futuro papa Juan XXIII, que en 1925 fue enviado como visitador apostólico a Bulgaria. 

### Clero regular
Los visitadores apostólicos también son nombrados para visitar las diversas provincias de una orden religiosa, siempre que, en opinión del papa, eso sea útil o necesario. En todos los casos de visita apostólica, el papa, a través de los delegados, aplica la jurisdicción suprema e inmediata que ejerce sobre todos y cada parte de la Iglesia católica. Los poderes exactos de un visitador pueden ser conocidos sólo de su breve de nombramiento, que normalmente no es público. Su oficio cesa al presentar su informe a la Santa Sede a través de la Congregación para los Institutos de Vida Consagrada y las Sociedades de Vida Apostólica.

### Diócesis de Roma
Para la ciudad de Roma existe la Comisión Permanente de la Visita Apostólica (Commissione permanente della Visita Apostolica). Fue instituida por el papa Urbano VIII como una congregación romana bajo la presidencia del cardenal vicario con el nombre de Congregazione della visita apostolica. Fue transformada en una comisión por el papa Pío X por medio de la constitución apostólica Sapienti Consilio del 29 de junio de 1908. Estos visitadores apostólicos inspeccionan anualmente las parroquias e instituciones de Roma y elaborar un informe sobre su condición espiritual y financiera. Prestan especial atención al cumplimiento de las obligaciones debidas por las fundaciones pías.
Para la diócesis de Roma la visita apostólica equivale a la que en otras diócesis es llamada visita pastoral.

### Parroquia de Medjugorje
A raíz de la apariciones marianas de Medjugorje en Bosnia y Herzegovina, el 31 de mayo de 2018 la Santa Sede nombró al arzobispo emérito de Varsovia-Praga, Henryk Hoser, S.A.C., como visitador apostólico con carácter especial para la parroquia de Medjugorje, por tiempo indeterminado y ad nutum Sanctae Sedis. Tras su fallecimiento el 13 de agosto de 2021, el papa Francisco lo reemplazó el 27 de noviembre de 2021 por el ex nuncio apostólico en los Países Bajos, Aldo Cavalli.

## En las Iglesias católicas orientales
En las Iglesias católicas orientales el encargo de visitador apostólico puede ser por un tiempo indeterminado, en cuyo caso equivale fácticamente al de pastor para una comunidad de la diáspora que no tiene una circunscripción eclesiástica perteneciente al propio rito litúrgico. El término apostólico deriva del hecho de que el nombramiento es hecho por el papa a propuesta del sínodo permanente de la Iglesia sui iuris en cuestión. Los visitadores apostólicos en estos casos, sin embargo, no suplantan la autoridad de los obispos latinos locales de las diócesis en las que existen fieles orientales bajo su cuidado, ya que su nombramiento no significa la erección de una circunscripción eclesiástica.
El Código de los cánones de las Iglesias orientales establece en su canon 148 para las Iglesias patriarcales, pero que se hace extensivo también a las Iglesias archiepiscopales mayores por el canon 152:

1. Es el derecho y la obligación del patriarca buscar información apropiada sobre los fieles cristianos que residen fuera de los límites territoriales de la Iglesia sobre la que él preside incluso a través de un visitador enviado por él mismo con el consentimiento de la Sede Apostólica.
2. El visitador, antes de comenzar su función, debe ir al obispo eparquial de aquellos fieles y presentar su carta de nombramiento.
3. Una vez finalizada la visita, el visitador debe enviar su informe al patriarca, quien, tras discutir el asunto en el sínodo de los obispos de la Iglesia patriarcal, puede proponer oportunamente a la Sede Apostólica, a fin de que en todo el mundo pueda proporcionar la protección y un aumento del bien espiritual de los fieles cristianos de la Iglesia sobre la que preside, incluso a través de la erección de sus propias parroquias y exarcados o eparquías.

En algunos casos los visitadores apostólicos reciben además facultades iguales a las de los ordinarios de las diócesis latinas en las que se encuentran los fieles sin ordinario oriental propio, sin por ello separarlos de esas diócesis. En estos casos es llamado «delegado de la Congregación para las Iglesias Orientales ad instar hierarchae loci».

## Actuales visitadores apostólicos en las Iglesias orientales

### Iglesia católica maronita
En la Iglesia católica maronita tienen el encargo de visitador apostólico:
- Georges Saad Abi-Younes, de Centroamérica, Venezuela y el Caribe, desde el 22 de febrero de 2003 (eparca de Nuestra Señora de los Mártires del Líbano en México).[8][9] Su predecesor en la eparquía, Wadih Boutros Tayah, ocupó el encargo de visitador apostólico desde el 6 de noviembre de 1995 hasta el 4 de mayo de 2002.[10] Hasta la erección del exarcado apostólico maronita de Colombia el 20 de enero de 2016, el territorio de Colombia estuvo también a cargo del visitador apostólico como parte del Caribe.
- Maroun-Nasser Gemayel, para los fieles maronitas residentes en Europa Occidental y Septentrional, desde el 21 de julio de 2012 (eparca de Nuestra Señora del Líbano de París).[11]
- Simon Faddoul, para los fieles maronitas residentes en África Meridional, desde el 13 de enero de 2014 (eparca de la Anunciación en Ibadán, que hasta el 28 de febrero de 2018 fue el exarcado apostólico de África Occidental y Central).[12]
- Georges Chihane, para los fieles maronitas residentes en los países del norte de África no comprendidos en el territorio eparquial, desde el 13 de enero de 2014 (eparca de El Cairo).[12]
- Fadi Abou Chebel, para los fieles maronitas residentes en Perú y en Ecuador, desde el 20 de enero de 2016 (exarca apostólico de Colombia).[13]
- Michel Aoun, para los fieles maronitas residentes en Bulgaria y en Rumania, desde el 11 de octubre de 2018 (eparca de Biblos).[14]
- Youssef Antoine Soueif, para los fieles maronitas residentes en Grecia, desde el 11 de octubre de 2018 (archieparca de Chipre).[14]

### Iglesia católica siro-malankar
En la Iglesia católica siro-malankar tiene el encargo de visitador apostólico:
- John Kochuthundil, para los fieles sirio-malankares que residen en Europa y Oceanía, desde el 5 de agosto de 2017 (obispo coadjutor de la eparquía de Muvattupuzha, que hasta el 10 de abril de 2018 fue obispo de curia y la sede titular de Tuburbo Mayor).[15][16]

### Iglesia católica siria
En la Iglesia católica siria tienen el encargo de visitador apostólico:
- Rami Al-Kabalan, para los fieles siro-católicos residentes en Europa Occidental, desde el 21 de junio de 2017 (viceprocurador y ecónomo de la Procura ante la Santa Sede,[17] que fue nombrado obispo titular de Aretusa de los sirios el 28 de marzo de 2020).[18] Lo precedió el archieparca emérito de Mosul y obispo de curia, Basile Georges Casmoussa, desde el 13 de enero de 2014 hasta el 21 de junio de 2017. Previamente estuvo Jules Mikhael Al-Jamil, de los fieles sirios residentes en Europa Occidental (procurador general del patriarcado sirio en Roma), desde el 19 de abril de 2002.[19]
- Basile Georges Casmoussa, para los fieles siro-católicos que residen en Australia, desde el 21 de junio de 2017 (archieparca emérito de Mosul y obispo de curia).[17]

### Iglesia católica armenia
En la Iglesia católica armenia tiene el encargo de visitador apostólico:
- Elie Yéghia Yéghiayan, en Europa occidental, desde el 27 de junio de 2020 (eparca de Santa Cruz de París).[20] También ocuparon el encargo sus predecesores en la eparquía: 1) Grégoire Ghabroyan, desde el 15 de octubre de 1988 hasta el 8 de junio de 2013; 2) Jean Teyrouz desde el 8 de junio de 2013 hasta el 27 de junio de 2020 (se retiró como eparca de París el 23 de junio de 2018).

### Iglesia católica caldea
En la Iglesia católica caldea tiene el encargo de visitador apostólico:
- Habib Hermez Jajou Al-Nawfali, para los fieles caldeos residentes en Europa, archieparca de Basora, desde el 1 de julio de 2025.[21] Previamente ocuparon el encargo: 1) el procurador caldeo en Roma, corepíscopo Philip B. Najim, desde el 4 de julio de 2005[22] hasta el 20 de julio de 2013; 2) el archieparca de Teherán, Ramzi Garmou, desde el 20 de julio de 2013 hasta el 19 de noviembre de 2016; 3) Saad Sirop, desde el 19 de noviembre de 2016 al 1 de julio de 2025 (obispo titular de Hirta y auxiliar del patriarcado de Bagdad de los caldeos).

### Iglesia católica siro-malabar
En la Iglesia católica siro-malabar tiene el encargo de visitador apostólico:
- Stephen Chirappanath, de los fieles siro-malabares residentes en Europa, desde el 28 de julio de 2016 (obispo titular de Slebte, procurador en Roma y coordinador para los fieles siro-malabares en Italia).[24]

### Iglesia greco-melquita católica
En la Iglesia greco-melquita católica tiene el encargo de visitador apostólico:
- Jean-Clément Jeanbart, en Europa occidental de los greco-católicos melquitas, desde el 18 de diciembre de 1999 (archieparca de Alepo).[25]

### Iglesia greco-católica ucraniana
En la Iglesia greco-católica ucraniana tienen el encargo de visitador apostólico:
- Daniel Kozelinski Netto, en Uruguay, Paraguay, Chile y Venezuela, desde el 12 de enero de 2013 (eparca de Santa María del Patrocinio en Buenos Aires, que hasta el 8 de octubre de 2016 fue administrador apostólico de la eparquía y obispo titular de Eminentiana).[27]
- Kenneth Anthony Adam Nowakowski, en Irlanda e Irlanda del Norte, desde el 4 de julio de 2022 (eparca de la Sagrada Familia de Londres).[28]

### Iglesia greco-católica rumana
En la Iglesia greco-católica rumana tiene el encargo de visitador apostólico:
- Cristian Dumitru Crişan, para los fieles greco-católicos rumanos en Europa Occidental (basado en París), desde el 9 de abril de 2018[29] (el 21 de junio de 2020 fue consagrado obispo titular de Abula y auxiliar de la archieparquía de Făgăraș y Alba Iulia).

### Iglesia católica etiópica
En la Iglesia católica etiópica tienen el encargo de visitador apostólico:
- Petros Berga, para los fieles etíopes de rito alejandrino ge'ez residentes en Europa, desde el 6 de enero de 2019 (presbítero basado en la diócesis de Haarlem-Ámsterdam en los Países Bajos).[30]
- Tesfaye Woldemariam Fesuh, para los fieles etíopes de rito alejandrino ge'ez residentes en los Estados Unidos y Canadá, desde el 2 de julio de 2020 (presbítero del clero de la archieparquía de Adís Abeba).[31]

### Iglesia católica eritrea
En la Iglesia católica eritrea tienen el encargo de visitador apostólico:
- Tesfaldet Tekie Tsada, para los fieles eritreos de rito alejandrino ge'ez residentes en los Estados Unidos y Canadá, desde el 19 de enero de 2022 (capellán de la comunidad eritrea en Los Ángeles).
- Kesete Ghebreyohannes Weldegebriel, para los fieles eritreos de rito alejandrino ge'ez residentes en Europa, desde el 19 de enero de 2022 (protosincelo de la archieparquía de Asmara).

### Iglesia católica copta
En la Iglesia católica copta tienen el encargo de visitador apostólico:
- Pola Ayoub Matta Usama Shafik Akhnoukh, para los fieles coptos católicos en Canadá y en los Estados Unidos de América, desde el 16 de diciembre de 2023 (eparca de Ismailía).[33] Previamente ocupó el encargo el obispo Kyrillos William, emérito de la eparquía de Asiut, desde el 30 de septiembre de 2022 hasta su fallecimiento el 11 de mayo de 2023.
- Thomas Halim Habib, para los fieles coptos católicos en Oceanía y los Países del Golfo, desde el 30 de septiembre de 2022 (eparca de Sohag).
- Emmanuel Ayad Bishay, para los fieles coptos católicos en Europa, desde el 30 de septiembre de 2022 (eparca de Luxor).

## Visitas apostólicas orientales ya finalizadas

### Iglesia católica maronita
- François Eid, para los fieles maronitas residentes en Grecia, Bulgaria y Rumania (eparca emérito de El Cairo y procurador en Roma), desde el 13 de abril de 2015 hasta el 11 de octubre de 2018, cuando el encargo fue dividido entre Bulgaria y Rumania, por un lado, y Grecia por el otro.[14]

### Iglesia católica siro-malankar
- Joseph Thomas Konnath, de los fieles siro-malankaras residentes en América Septentrional y en Europa (obispo titular de Sicilibba y auxiliar de la archieparquía mayor de Trivandrum) desde el 5 de enero de 2005 hasta el 25 de enero de 2010.[34] Le precedió Baselios Cleemis (antes de su consagración: Isaac Thottunkal) (obispo titular de Chayal y auxiliar de la archieparquía mayor de Trivandrum, desde el 11 de septiembre de 2003 eparca de Tiruvalla), desde el 29 de mayo de 2001.[35]
- Thomas Eusebios Naickamparampil, en Canadá y Europa, luego el encargo abarcó también Oceanía (exarca apostólico siro-malankar de Estados Unidos), desde el 14 de julio de 2010 hasta el 4 de enero de 2016, cuando fue erigida la eparquía de Santa María, Reina de la Paz y siguió solo con Europa.[36]
- Thomas Eusebios Naickamparampil, en Europa, desde el 4 de enero de 2016 hasta el 5 de agosto de 2017 (exarca apostólico siro-malankar de Estados Unidos, que desde el 4 de enero de 2016 fue el eparca de Santa María, Reina de la Paz).
- Jacob Barnabas Aerath, en la India para los fieles fuera del territorio propio, el obispo titular de Bapara, desde el 7 de febrero de 2007 hasta el 26 de marzo de 2015, cuando fue erigida la eparquía de San Juan Crisóstomo de Gurgaon.[37]

### Iglesia católica armenia
- Grégoire Ghabroyan, en Europa (eparca de Santa Cruz de París), desde el 15 de octubre de 1988 hasta el 16 de mayo de 1991, cuando el encargo fue dividido entre Europa occidental, por un lado, y Europa central y oriental, por el otro.
- Neshan Karakéhéyan, en Europa central y oriental para los fieles armenios desprovistos de un ordinario propio (ordinario de Grecia), desde el 16 de mayo de 1991 hasta el 27 de septiembre de 2000.[38]

### Iglesia católica siro-malabar
- Gregory Karotemprel, para Estados Unidos y Canadá (eparca de Rajkot), desde 1996 hasta el 16 de febrero de 2001, cuando se erigió la eparquía siro-malabar de Santo Tomás el Apóstol en Chicago.[39]
- Jacob Angadiath, permanente para los fieles siro-malabares en Canadá (eparca de Santo Tomás el Apóstol en Chicago), desde el 13 de marzo de 2001[40] hasta el 6 de agosto de 2015, cuando fue erigido el exarcado apostólico siro-malabar de Canadá.[41]
- Joseph Pallikaparampil, para Europa y el Reino Unido (eparca de Palai), desde 1996 hasta el 18 de marzo de 2004.
- Raphael Thattil, para los siro-malabares residentes en la India fuera del territorio propio de la Iglesia archiepiscopal mayor (obispo auxiliar de Trichur), desde el 11 de enero de 2014 hasta el 10 de octubre de 2017, cuando se erigió la eparquía de Shamshabad.[42] Le precedieron en el encargo: 1) el archieparca de Changanassery, Antony Padiyara, desde el 8 de septiembre de 1978 hasta el 23 de abril de 1985; 2) el eparca de la Bijnor, Gratian Mundadan, desde el 15 de julio de 2006 hasta el 11 de enero de 2014.[43]
- Bosco Puthur, para los fieles siro-malabares residentes en Nueva Zelanda, desde el 23 de diciembre de 2013 (eparca de Santo Tomás el Apóstol en Melbourne)[44] hasta el 29 de marzo de 2021 cuando la eparquía de Santo Tomás el Apóstol en Melbourne fue extendida a Nueva Zelanda y toda Oceanía.[45]

### Iglesia greco-melquita católica
- Georges Coriaty, para los greco-melquitas católicos de Canadá (párroco de Saint-Sauveur en Montreal), desde 1972 hasta el 13 de octubre de 1980, cuando fue erigido el exarcado apostólico de Canadá.[46]
- Boutros Raï, para los greco-melquitas católicos de México, Argentina y Venezuela (obispo de curia y archieparca titular de Edesa en Osrhoëne), desde el 5 de diciembre de 1983 hasta el 27 de febrero de 1988, cuando se erigió la eparquía de Nuestra Señora del Paraíso en México.[47]
- Boutros Raï, para los greco-melquitas católicos de Argentina y Venezuela (eparca de Nuestra Señora del Paraíso en México), desde el 27 de febrero de 1988 hasta el 19 de febrero de 1990, cuando se erigió el exarcado apostólico melquita de Venezuela.
- Boutros Raï, para los greco-melquitas católicos de Argentina (eparca de Nuestra Señora del Paraíso en México y exarca apostólico de Venezuela), desde el 19 de febrero de 1990 hasta el 7 de junio de 1994.

### Iglesia greco-católica ucraniana
- Ivan Buchko, en Argentina y Brasil (obispo titular de Cadi y auxiliar de Leópolis), desde 1939 hasta el 17 de abril de 1940.
- Ivan Buchko, en Europa occidental (obispo titular de Leucas y auxiliar de Leópolis), desde el 27 de abril de 1953 hasta el 29 de septiembre de 1971.
- Hlib Borys Sviatoslav Lonchyna, en España e Irlanda (obispo titular de Bareta y procurador en Roma hasta su designación como obispo de curia el 25 de marzo de 2006), desde el 4 de marzo de 2004 hasta el 7 de enero de 2009, cuando el encargo fue unido a Italia y separado de Irlanda.
- Dionisio Lachovicz, en Italia y España (obispo titular de Egnazia), desde el 7 de enero de 2009 hasta enero de 2017, luego de ser erigido el ordinariato para los fieles de rito oriental en España en junio de 2016, cuando quedó solo para Italia.[48][49]
- Hlib Borys Sviatoslav Lonchyna, en Irlanda (eparca de la Sagrada Familia de Londres, que fue el exarcado apostólico de Gran Bretaña hasta el 18 de enero de 2013), (administrador apostólico del exarcado desde el 2 de junio de 2009 hasta el 14 de junio de 2011, que pasó a ser el exarca apostólico), desde el 7 de enero de 2009[50] hasta su renuncia el 1 de septiembre de 2019).[51]
- Dionisio Lachovicz, en Italia (obispo titular de Egnazia), desde enero de 2017 hasta la erección del exarcado apostólico de Italia el 11 de julio de 2019.[52] Le precedió el obispo titular de Bareta y procurador en Roma (hasta su designación como obispo de curia el 25 de marzo de 2006), Hlib Borys Sviatoslav Lonchyna, desde el 14 de enero de 2003 hasta el 7 de enero de 2009, cuando el encargo fue unido a España.

### Iglesia greco-católica eslovaca
- Michael Rusnak, para los eslovacos de rito bizantino en Canadá (obispo titular de Zernico y auxiliar de la eparquía greco-católica ucraniana de Toronto), desde el 25 de agosto de 1964[53] hasta el 13 de octubre de 1980, cuando se erigió la eparquía de los Santos Cirilo y Metodio de Toronto).[54]

### Iglesia greco-católica bielorrusa
- Boleslavs Sloskans, de los greco-católicos rusos y bielorrusos en la inmigración. que en 1953 incluyó también a los católicos expatriados de Letonia y Estonia, desde 1952 hasta el 2 de junio de 1960.[55]
- Alexander Nadson, de los greco-católicos bielorrusos fuera de Bielorrusia, arcipreste, desde 1986 hasta el 15 de abril de 2015. Le precedieron: 1) el obispo titular de Mariamme, Ceslaus Sipovich, desde el 2 de junio de 1960 hasta el 4 de octubre de 1981; 2) el obispo Uladzimir Tarasevich, desde 1983 hasta 1986.
- Un caso especial fue el de la Iglesia greco-católica bielorrusa, que no tenía jerarquía constituida y cuyo único ordinario era desde 1994 el visitador apostólico ad nutum Sanctae Sedis en Bielorrusia y archimandrita, Sergiusz Gajek. Gajek actuó como un delegado de la Congregación para las Iglesias Orientales con jurisdicción ordinaria sobre las parroquias greco-católicas, que no están incluidas en las diócesis latinas. Su razón de ser fue la diplomacia pontificia, dada la negativa del patriarcado de Moscú a aceptar diócesis católicas de rito bizantino en su territorio canónico.[56] El 30 de marzo de 2023 fue erigida la administración apostólica para los fieles de rito bizantino en Bielorrusia por el papa Francisco[57] y Sergiusz Gajek fue designado como el primer administrador apostólico de los fieles greco-católicos en Bielorrusia.

### Iglesia bizantina en Kazajistán y Asia Central
- Wasyl Medwit, para los fieles greco-católicos en Kazajistán y Asia Central (greco-católicos ucranianos y greco-católicos rusos) (obispo auxiliar de Leópolis), desde el 30 de septiembre de 1996 hasta el 8 de noviembre de 2002, cuando se designó un delegado de la Congregación para las Iglesias Orientales para los fieles de rito bizantino en Kazajistán y Asia Central.[58]

### Iglesia greco-católica macedonia
- Joakim Herbut, para los católicos de rito bizantino en Macedonia (obispo de Skopie-Prizren), desde el 3 de julio de 1972 hasta el 11 de enero de 2001, cuando fue erigido el exarcado apostólico de Macedonia para los fieles de rito bizantino.[59]